# Greywalls (East Lothian)

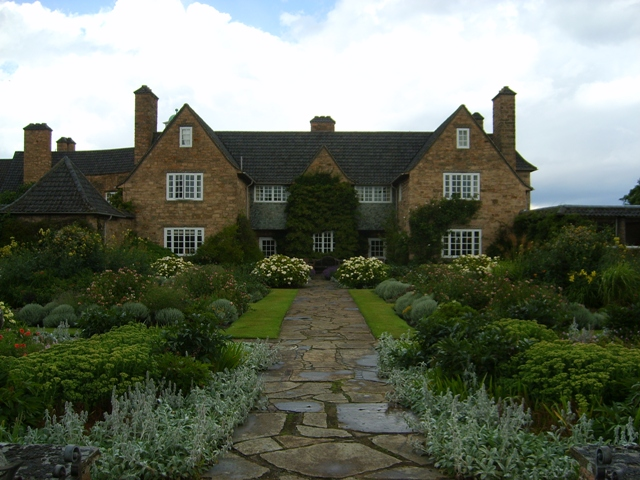
Frontansicht von Greywalls

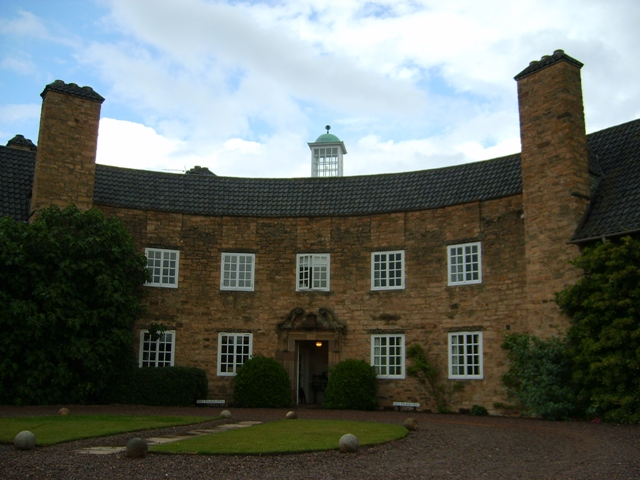
Rückseite von Greywalls

Greywalls ist eine Art-and-Crafts-Villa am Ende der Duncur Road am Nordostrand der schottischen Ortschaft Gullane in der Council Area East Lothian. 1971 wurde das Bauwerk in die schottischen Denkmallisten in der höchsten Kategorie A aufgenommen. Heute beherbergt die Villa einen Hotelbetrieb.

## Geschichte
Bauherr von Greywalls war der britische Politiker Alfred Lyttelton. Entscheidend für die Standortwahl war dem begeisterten Golfer die Nähe zum 18. Loch des Muirfield Golf Club. 1901 beauftragte Lyttelton Edwin Lutyens mit dem Bau der Villa, deren Name ursprünglich High Walls sein sollte. Bei der Anlage der zugehörigen Gärten arbeitete Lutyens mit Gertrude Jekyll zusammen. 1905 erwarb William Dodge James das Anwesen. Auf Grund einer persönlichen Freundschaft mit James besuchte der britische König Eduard VII. Greywalls.
Ein zusätzlicher Flügel entstand 1911 nach einem Entwurf von Robert Lorimer. In der Zeit nach dem Ersten Weltkrieg lebte James nicht mehr in Greywalls und verpachtete das Anwesen an verschiedene Personen. 1924 gelangte es an James Horlick. Im Laufe des Zweiten Weltkriegs wurde Greywalls als Erholungsheim für Kampfpiloten des nahegelegenen Drem Airfields akquiriert. Nach Kriegsende wurde es polnischen Truppen überlassen, welche die Villa als Krankenhaus nutzten.
Die Nachfahren Horlicks konvertierten die Villa 1948 in ein Hotel. Nach einem Brand im Jahre 1969 wurden die Räume modernisiert. Um zusätzliche Räume zu schaffen, wurde 1972 ein weiterer Flügel hinzugefügt. Der französische Spitzenkoch Albert Roux betrieb das angegliederte Restaurant „Chez Roux“. Roux verstarb 2021.
1987 wurde der Garten in das Inventory of Gardens and Designed Landscapes in Scotland aufgenommen.